# Terrier nero russo
Il terrier nero russo è una razza canina di origine russa riconosciuta dalla FCI (Standard N. 327, Gruppo 2, Sezione 2).

## Storia
Il terrier nero russo (spesso abbreviato in BRT da Black Russian Terrier), o Tchiorny terrier, chiamato talvolta anche cane di Stalin (Sobaka Stalina), è una della più recenti razze canine. Siccome il Ministero della difesa sovietico necessitava, fra fine della seconda guerra mondiale e l'inizio degli anni cinquanta, di una razza autoctona che potesse rendersi utile nella protezione civile (oltre che a polizia ed esercito), venne intrapreso un lavoro di accoppiamento e selezione tra diverse razze, tra cui Schnauzer gigante (il capostipite indiscusso era un grosso maschio di nome Roj, decisamente fuori-taglia) e femmine di Airedale terrier; successivamente, per aumentare la mole, vennero impiegate femmine di razza Rottweiler.
Infine, per mitigarne l'aggressività, furono impiegate femmine della razza Cane da acqua Moscovita, molto simile al Terranova.
Solo recentemente, nel 1984, la razza è stata riconosciuta dalla Federazione Cinologica Internazionale. La razza è stata catalogata per molto tempo nel gruppo dei terrier, ma a causa della sua costruzione e del suo carattere, tipici dei cani di tipo Schnauzer, è stata poi trasferita nel Gruppo 2.
Nel luglio 2004, il terrier nero russo è diventato una delle razze riconosciute dall'American Kennel Club.
Interessante notare che, per i russi, in realtà più che di una razza sarebbe più giusto parlare di gruppo di razze:
in effetti, in base alle linee di sangue, si possono trovare esemplari più snelli, agili ed eleganti (definiti tipo "forte") in cui predomina l'aspetto Schnauzer-Airedale, animali diritti sugli arti anteriori, con l'inserimento del collo possente quasi verticale rispetto alla spalla, linea del dorso rampante; di fianco ad esemplari più massicci (definiti tipo "rozzo") in cui predomina l'aspetto molossoide del Rottweiler, con l'inserimento del collo quasi orizzontale rispetto al dorso.
Essendo una razza giovane, è ancora in evoluzione, tanto che gli attuali standard russi, non ancora ricompresi dalla FCI, parlano di femmine tra 69-73 cm al garrese, con peso tra 50-60 kg; mentre per i maschi, l'altezza arriva sino a 80 cm e il peso supera abbondantemente i 70 kg.

## Descrizione

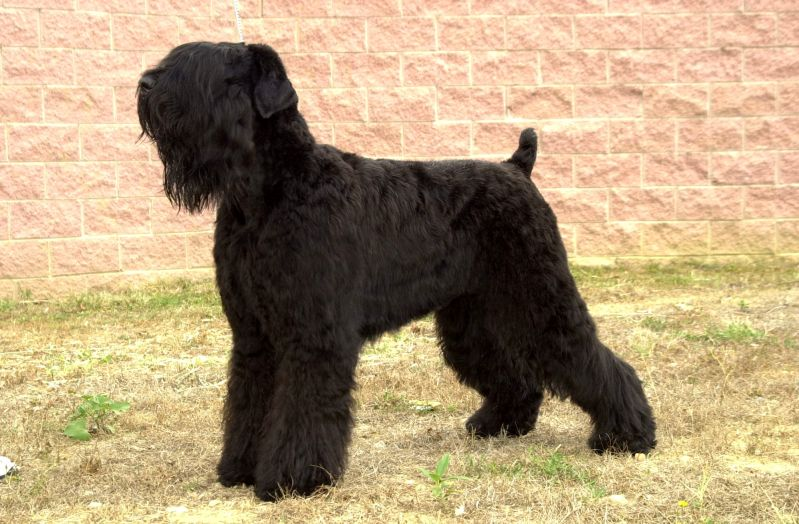
Un esemplare femmina di 2 anni

Cane molto ben proporzionato, di ossatura forte e con ottime masse muscolari, massiccio e robusto, costruito "in quadrato" (altezza-lunghezza). Torace profondo (scende sino al gomito della zampa anteriore) con costole ben cerchiate; gli arti sono diritti e possenti, gli arti posteriori caratterizzati dagli angoli garretto-piede danno una particolare andatura molto sciolta e disinvolta.
La coda è attaccata alta, grossa, viene normalmente tagliata corta (si lasciano da 3 a 4 vertebre). I colori ammessi sono il nero o nero con peli grigi, purché radi e non raggruppati a formare macchie. Sul sottopelo fitto e ben sviluppato, il pelo si presenta ruvido, duro, estremamente fitto, non soggetto a muta. Sul muso forma baffi, barba e sopracciglia molto evidenti. Gli occhi sono di forma ovale (quasi "a mandorla"), di colore scuro. Le orecchie sono attaccate alte, pendenti, piccole, di forma triangolare. La testa, sostenuta da un collo molto forte e robusto, è lunga, con cranio e fronte piatta; lo stop marcato ma non troppo accentuato. La canna nasale è parallela alla linea del cranio e termina con il tartufo, molto ampio e di colore nero. Il muso è massiccio. I baffi e la barba danno al muso una forma tronca e quadrata. Dentatura forte, completa e dritta, tipica dei cani "da presa". Dimorfismo molto accentuato.

## Carattere
Il carattere di questo cane è pressoché eccezionale, ben equilibrato e quindi prevedibile.
Affettuoso con i padroni, diffidente verso gli estranei.
È in grado di valutare le "vere" situazioni di pericolo. 

## Cure
Come salute è robusto ed estremamente rustico. Vuole il più possibile la compagnia del padrone.
Sta comodamente in casa, anche se ha bisogno di spazi aperti per lunghe, felici sgroppate.
Le orecchie sono portate attaccate al cranio (orecchio chiuso) e tendono a mantenere un ambiente "umido", dove possono svilupparsi dolorose otiti.

## Salute
Benché il Terrier nero russo sia un cane generalmente sano e longevo, può essere soggetto a patologie ereditarie. Tra queste si annoverano:
- Displasia dell'anca
- Displasia del gomito
- Iperuricosuria
- Paralisi laringea giovanile e polineuropatia

- Osteodistrofia ipertrofica[2]
- Panosteite
- Malattie cardiache
- Allergie

## Caratteristiche
| Adatto per        | Meno adatto per |
| ----------------- | --------------- |
| Compagnia         | Agility dog     |
| Protezione civile | Flyball         |
| Difesa            | Freestyle       |
| Guardia           |                 |